# نادي برنو لكرة السلة
نادي برنو لكرة السلة (بالتشيكية: BC Brno)‏ هو فريق كرة سلة تشيكي للمحترفين تأسس في سنة 1926. ينافس في الدوري التشيكي الوطني لكرة السلة.

## الإنجازات

### المحلية
دوري تشيكوسلوفاكيا لكرة السلة
- الفوز (21): 1945–46، 1947، 1947–48، 1948*، 1948–49، 1949–50، 1950–51، 1951*، 1957–58، 1961–62، 1962–63، 1963–64، 1966–67، 1967–68، 1975–76، 1976–77، 1977–78، 1985–86، 1986–87، 1987–88، 1989–90

الدوري التشيكي الوطني لكرة السلة
- الفوز (3): 1993–94، 1994–95، 1995–96

### الأوروبية
كأس سابورتا
- الوصافة (1): 1973–74

### عالمية
كأس القارات لكرة السلة
- الوصافة (1): 1969

## وصلات خارجية
- الموقع الرسمي